# Andrena pseudothoracica
Andrena pseudothoracica là một loài Hymenoptera trong họ Andrenidae. Loài này được Engel mô tả khoa học năm 2005.